# Spinoliella karhadra
Spinoliella karhadra is een vliesvleugelig insect uit de familie Andrenidae. De wetenschappelijke naam van de soort is voor het eerst geldig gepubliceerd in 2001 door Rodríguez, Toro & Ruz.